# Rado Istenič
Pour les articles homonymes, voir Istenič.
Rado Istenič, né le 18 aout 1915 à Laibach et 27 janvier 1951 à Ljubljana, est un spécialiste yougoslave du combiné nordique.

## Biographie
Rado Istenič est membre de l'équipe olympique de Yougoslavie lors des jeux de 1936. Il est fabricant de fart durant l'entre-deux guerres. Sa femme puis ses deux fils continuent la fabrication dans les années 1950 et 60.
Rado Istenič  est également alpiniste. Il est victime d'un accident en janvier 1950.

## Résultats

### Jeux olympiques d'hiver
| Épreuve / Édition | Épreuve / Édition | Garmisch-Partenkirchen 1936 |
| ----------------- | ----------------- | --------------------------- |
| Combiné nordique  | Combiné nordique  | Abandon                     |